# Песня о Соколе
«Песня о Соколе» — произведение Максима Горького. Впервые напечатано 5 марта 1895 года в «Самарской газете»; при первой публикации текст был включён в состав рассказа «В Черноморье», входящего в цикл «Теневые картинки». К книжной публикации в сборнике «Очерки и рассказы» (1898) автор внёс в текст ряд поправок, а для второго издания сборника в 1899 году существенно переработал его и дал итоговое название. «Песня о Соколе» переведена на многие языки мира, в том числе на малайский.

## Сюжет
Раненный в бою с сильным противником Сокол упал с небес на скалы и на злорадный вопрос Ужа ответил: «Да, умираю!.. Я славно пожил!.. Я знаю счастье!.. Я видел небо… Ты не увидишь его так близко!.. Эх ты, бедняга!». А затем "крикнул… с тоской и болью, собрав все силы: «О, если б в небо хоть раз подняться!..». По совету Ужа («Быть может, крылья тебя поднимут и поживешь ты ещё немного в твоей стихии») он бросился с края пропасти в ущелье, но, ударяясь о скалы, скатился вниз, где тело его подхватил бурный поток. «Уж долго думал о смерти птицы, о страсти к небу» и решил изведать на себе, «взлетевши в небо хоть ненадолго», что же такое полёт в небесах, почему птицы почитают это счастьем. Он тоже бросился со скалы, но не разбился, в отличие от Сокола, а рассмеялся: «Так вот в чём прелесть полётов в небо! Она — в паденье!.. Смешные птицы!».
Тем временем в львином рёве волн «гремела песня о гордой птице»: «Безумству храбрых поём мы славу!».

## Критические оценки
Советская публицистика и литературная критика уделяла «Песне о Соколе» значительное внимание. Емельян Ярославский отмечал в воспоминаниях, что «воззвания Горького и его пламенные боевые песни — „Буревестник“, его „Песнь о Соколе“ — имели не меньшее революционное воздействие на массы, чем прокламации отдельных революционных комитетов партийной организации». Другой революционер, Пётр Заломов, вспоминал:
Песня о Соколе была для нас ценнее десятков прокламаций. Мы изумлялись глупости царской цензуры, пропустившей её. Разве только мёртвый, или неизмеримо низкий и трусливый раб, мог от неё не проснуться, не загореться гневом и жаждой борьбы. <…> Она была созвучна нашим настроениям, она доводила нас до слёз восторга.
Владимир Ленин назвал своё открытое письмо Максиму Горькому, опубликованное в 1914 году, «Автору „Песни о соколе“».
По мнению И. А. Груздева, автора биографии Максима Горького в серии «Жизнь замечательных людей» (1960),
Эта «Песня» — призыв к свету, к свободе — обращена была непосредственно к революционным рабочим, противостоящим громаде самодержавия и капиталистических сил.
Иначе оценивала произведение Горького правая критика — так, М. О. Меньшиков в 1900 году утверждал:
Эта «Песня о Соколе» очень многим нравится, многие из молодёжи от неё в восторге. Но мне эта вещь кажется необыкновенно фальшивой и слабой, её даже тяжело понять и учить. Не говоря о том, что она плохо написана, кричащими красками, — она насквозь фальшива по нравственному замыслу. Хороша аллегория — лететь к небу, чтобы там подраться, раскровянить и себя, и врага, повыщипывать перья друг у друга, поломать крылья! Прежние поэты небу давали другое употребление. Вспомните: «По небу полуночи ангел летел и тихую песню он пел». Та старая песня была не о Соколе или другой птице, а о «Боге великом…»

## В искусстве
- Польский композитор Гжегож Фительберг написал по мотивам произведения Горького симфоническую поэму «Песнь о соколе» (пол. Pieśń o sokole; 1905). На слова Горького написаны одноимённые произведения советских композиторов Рувима Пергамента (1942), Григория Финаровского (1946, 2-я ред. 1966), Александра Крейна (1948), Юрия Чичкова (1953).
- Современная песня Darko Rundek — Ruskaja
- Современная песня Machine Spirit — Tale of the Falcon (2021)
- В 1967 году режиссёром-мультипликатором Борисом Степанцевым был снят мультипликационный фильм «Песня о Соколе». По словам режиссёра,

Своим фильмом мы хотели подчеркнуть, что наше искусство, как утверждал Горький, должно активно выступать против равнодушия, мещанства, обывательщины — явлений, несовместимых с обществом будущего, — философии удобной и сытой, философии скользкой и изворотливой, философии ужей. Так и возник Уж — в нашей картине мещанин, обречённый в конечном итоге на гибель. Нам казалось, что такое прочтение «Песни о Соколе» не исказит замысел автора, а, напротив, заставит «Песню» прозвучать с новой силой, злободневно и остро…— Э. Тадэ. Песня о Соколе // "Смена", 1968, № 980.